# ゆうひが丘の総理大臣
『ゆうひが丘の総理大臣』（ゆうひがおかのそうりだいじん）は、望月あきらによる日本の漫画作品。『週刊少年チャンピオン』（秋田書店）にて、1977年12号から1980年16号まで連載された。単行本は全17巻。1978年にはテレビドラマ化されている。

## 漫画
夕日丘学園中学に赴任したアメリカ帰りの理科教師・大岩雄二郎を中心に描かれる学園漫画。題名の由来及び大岩のあだ名「ソーリ」の由来は、最初の授業で生徒たちのイタズラを受け、大岩が発した「アイム ソーリ、ヒゲソーリ、ボクちゃんの名前はソーリ大臣」による。後日その件を、伊井加先生にいじられると「数年後はゆうひが丘の総理大臣…つまり学園長になるつもり…」と笑って返す。

### 書誌情報
- 望月あきら著『ゆうひが丘の総理大臣』 全17巻（1977年 - 1980年、秋田書店）
- 復刻版第1巻（2006年7月、チクマ秀版社）

## テレビドラマ
1978年10月11日から1979年10月10日まで全40話が日本テレビ系列ほかで水曜日20:00から20:54まで放映された。
同じく中村雅俊主演で本作の企画を前倒しにして制作された『青春ド真中!』（1978年5月 - 9月放送）と設定は共通点がある。『われら青春!』などの日テレ青春学園ドラマの流れを汲んだ作品となっている。
夕日丘学園高校に赴任したアメリカ帰りの英語教師・大岩雄二郎を中心に描かれる学園ドラマ。大岩のあだ名「ソーリ」の由来は、大岩が初日に開口一番「俺はこの教室では総理大臣より上だ」と言い放つことから。

### エンディング
『俺たちの旅』同様、中村雅俊の楽曲『海を抱きしめて』をバックに毎回4行の詩が出るエンディングから次回予告に繋がる。

### 備考
- 第7話では主演の中村が自ら畑嶺明と共作で脚本を手掛けている。原作者の望月あきらの許可を得た上で、400字詰め原稿用紙10枚にまとめてプロット化した[1]。第25話では生徒役の井上純一が畑と共作で脚本を手掛けている[2]。
- 舞台設定は神奈川県内の架空の都市だがロケ撮影は多摩美術大学の八王子校舎、京王永山駅、八王子市長房町の南浅川橋（通学路のシーン）、南浅川橋近くの陵南公園、狛江市元和泉の多摩川河原（五本松など[3]）、神奈川県大磯町の大磯海岸などで行われた。雄二郎と木念の下宿先である「大ふく荘」と「キッチンかおる」は、杉並区方南の神田川の上水橋近くにあったアパートと食堂でロケが行われ、かつて『俺たちの旅』に登場した「たちばな荘」「いろは食堂」と同じ場所にあったが現在建物は存在しない[4]。
- 雄二郎が良く着用していたL-2BのフライトジャケットとLeeのジーンズ、星条旗の風呂敷は、全て中村の私物だったという[4]。
- 井上純一によると当時ロケの舞台となった多摩美術大学に在籍していた竹中直人が本作の撮影の合間に井上ら生徒役の出演者の前でよくものまね芸を披露していたという[5]。
- 柳沢慎吾は最終回のロケを見に行き、生徒役が「行かないでー」と言っているなか、ドラマに入り込んでしまい人だかりのなかから「総理、行くなよ！」と大声で叫んでスタッフに怒られてしまった。柳沢慎吾はこの経験が元で『トップスターになって青春ドラマの生徒役をやりたい』と役者を志すようになった。[6]

### キャスト

#### 教師
- 大岩雄二郎 - 中村雅俊
- 百田桜子 - 由美かおる
- 多野木念 - 神田正輝
- 東剛（教頭）- 宍戸錠
- 大坂直次郎 - 名古屋章
- 伊井加一 - 小松政夫
- 上条伸吉 - 由利徹
- 山森久子 - 木原光知子
- 山下健三 - 前田吟
- 大坂道子 - 篠ひろ子
- 百田てる（学園長） - 京塚昌子

#### 生徒
- 柴田良次 - 井上純一
- 冬木健吉 - 草川祐馬（1 - 9話）
- 山川平作 - 清水昭博
- 大宮次男 - 広松肇
- 木下藤吉 - 田鍋友啓（14話 - ）
- 前島正樹 - 松原秀樹（17話 - ）
- 遠藤壮一 - 長谷川諭
- 針山鉄平 - 佐野文敏
- 岡田君子 - 斉藤友子[注 1]
- 藤村春子 - 藤谷美和子
- 小島ひろみ - 清水恵子
- 青田のり子 - 小川ユキ
- 麻丘陽子 - 島村聖名子（現・小川菜摘）
- 北川真弓 - 北村優子
- 増田由美子 - 村地弘美（11話[7]）
- 村上直美 - 神保美喜（7話[1]）
- 西山 - 八木橋修（4話、14話）

#### その他
- 大屋ふく - 樹木希林
- 大屋薫 - 岡田奈々

#### ゲスト
- 柴田喜代（柴田良次の母）- 八木昌子（2話[8]・13話[9]・23話・25話）
- 柴田家の近所の女性 - 福田公子（2話[8]）
- 刑事 - 門脇三郎（2話[8]）
- 岡田治子（君子の母）- 柳川慶子（3話[10]）
- 岡田義雄（君子の父）- 勝部演之（3話[10]）
- 和美 - 上田かおり（3話[10]）
- 小早川アキ（雄二郎の妹） - 山本由香利（現・山本ゆか里）（5話・18話・21話・36話）
- 小早川ふさ（アキの叔母）- 月丘千秋（5話[11]）
- 藤村正男 - 秋元羊介（5話[11]）
- 藤村恵子 - 清水石あけみ（5話[11]）
- 少年時代の雄二郎 - 中越司（5話[11]）
- 少女時代のアキ - 志喜屋文（5話[11]）
- 遠藤壮一の母 - 松下砂稚子（6話[11]）
- 文房具店店主 - 柳谷寛（6話[11]）
- 村上直美 - 神保美喜（7話[1]）
- 山川淳三（山川平作の父）- 下川辰平（7話[1]、24話）
- 伸江（村上直美の伯母）- 草村礼子（7話[1]）
- 直美の担任 - 伏見天平（7話[1]）
- 直美の不良仲間 - 白貝真理子（7話[1]）
- 百田隆明（桜子の父）- 入江正徳（9話[12]）
- 小島ひろみの父 - 加藤和夫（9話[12]）
- 学者 - 大矢兼臣（9話[12]）
- 隆明の交際相手 - ニッキー・ウッドメイヤー（9話[12]）
- 隆明の交際相手の娘 - ベティ・フォード（9話[12]）
- 増田由美子 - 村地弘美（11話[7]）
- 増田好江 - 小沢弘子（11話[7]）
- 美由紀 - 堀美奈子（12話[7]）
- 弥生 - 山口ひろみ（12話[7]）
- 悦子 - 西川まさ子（12話[7]）
- 他校の不良 - 田鍋友啓、松原秀樹（12話[7]）
- 柴田良介（柴田良次の父）- 佐竹明夫（13話[9]）
- 山森イネ（山森久子の母）- 南美江（13話[9]）
- 農家の主人 - 神田正夫（13話[9]）
- 山本進 - 岡村清太郎（現・清元延寿太夫）（14話[9]・27話）
- 北川里子（北川真弓の母）- 泉よし子（14話[9]）
- 不良の生徒 - 柴田聡（14話[9]）
- 朝子（バーの女）- ホーン・ユキ（15話[13]）
- 山森の見合い相手 - 真山譲次（15話[13]）
- 志村富子 - 原ひさ子（16話[13]）
- 政男 - 熟田一久（16話[13]）
- 山川の同級生 - 森さとみ、小松蓉子、吉野比弓、松樹ユミ（16話[13]）
- 医者 - 柏木隆太（16話[13]）
- 山川家の隣の主婦 - 加川三起（16話[13]）
- チンピラ風の男 - 湯川勉、中林義明（17話[14]）
- 刑事 - 丸岡奨詞（17話[14]）
- 村田浩一（アキの婚約者）- 中島久之（18話[14]）
- 木念が街で出会う少女 - 石塚陽子（19話[15]）
- テレビ番組出演者 - 神田時枝、沢柳廸子（21話[16]）
- テレビ番組出演者 - 納谷悟朗（声の出演、21話[16]）
- 編集長 - 金内喜久夫（22話[16]）
- 石井晴美 - 白貝真理子（22話[16]）
- 中山 - 菅生隆之（22話[16]）
- 社員 - 五十嵐五十鈴（22話[16]）
- 上条伸吉の妻 - 高山千草（24話）
- 恵子（ハンバーガーショップ店員）- 森田あけみ（25話）
- 鍋島 - 下元勉（26話）
- 鍋島の妻 - 風見章子（26話）
- 多野木念の父 - 山内明（29話）
- 青田のり子の父 - 和久井節緒（29話、37話）
- 青田のり子の母 - 矢吹寿子（29話、37話）
- 前島の父 - 平田昭彦（30話）
- 平山六輔 - 秋野太作（31話）
- 針山章子（鉄平の姉） - 紀比呂子（32話）
- 山田巡査 - 森川正太（33話）
- 川上としお - 戸井田稔（35話、36話）
- アニタチェリー（川上の恋人）- アニタ・ケリー（35話）
- 田所 - 佐藤允（36話）
- 田所静枝（雄二郎の母） - 南風洋子（36話）
- 北川真弓の父 - 相原巨典（37話）
- 庄司 - 高野浩之（現・高野浩幸）（38話）
- 西山幸男（教育実習生）- 横谷雄二（39話）

### スタッフ
- 企画：山本時雄（日本テレビ）
- プロデューサー：中村良男、伊藤祥二（日本テレビ）、奈良邦彦（文学座）、中尾孝道
- 脚本：サブタイトル参照
- 監督：サブタイトル参照
- 音楽：小六禮次郎（選曲：合田豊）
  - 本作の音楽の一部は、作曲者が同じだったこともあり、『青春ド真中!』の音楽も流用されている[17]。
- 現像：東洋現像所
- スタジオ：日活撮影所
- 製作：ユニオン映画

### 楽曲
オープニング（主題歌）
「時代遅れの恋人たち」
作詞：山川啓介　作曲：筒美京平　編曲：大村雅朗　歌：中村雅俊
9th Single：第35話ではエンディングとしても使用、その為次回予告は別ジングル
エンディング
「海を抱きしめて」
作詞：山川啓介　作曲：筒美京平　編曲：大村雅朗　歌：中村雅俊
9th Single Side-B
挿入歌
「日時計」（第30, 35話）
作詞・作曲：呉田軽穂　編曲：松任谷正隆　歌：中村雅俊
10th Single
「優しさの街角」（第36話）
作詞・作曲：尾崎亜美　編曲：松任谷正隆　歌：中村雅俊
10th Single Side-B
「Pop Candy」（第35話）
作詞・作曲：尾崎亜美　編曲：松任谷正隆　歌：中村雅俊
アルバム「Shy Guy Masatoshi」収録
「まごころ」（第19, 29話）
作詞：山川啓介　作曲：羽田健太郎　編曲：小六禮次郎　歌：神田正輝
「心の風」（第25話）
作詞：森雪之丞　作曲・編曲：小六禮次郎　歌：井上純一

### サブタイトル
| 話 | 放映日          | サブタイトル                     | 脚本            | 演出     | ゲスト出演                                                                      | 視聴率 |
| -- | --------------- | -------------------------------- | --------------- | -------- | ------------------------------------------------------------------------------- | ------ |
| 1  | 1978年 10月11日 | あっと驚く教師が来ました！       | 岡本克己        | 斎藤光正 |                                                                                 | 21.0%  |
| 2  | 10月18日        | 生徒を信じないでそれでも先生か！ | 岡本克己        | 斎藤光正 | 岡田和子、福田公子、門脇三郎                                                    | 18.4%  |
| 3  | 10月25日        | 泣いて笑ってこれが青春！         | 畑嶺明          | 佐藤重直 | 勝部演之、柳川慶子、 上田かおり                                                 | 16.3%  |
| 4  | 11月1日         | 風紀委員も楽じゃない！           | 柏原寛司        | 小山幹夫 | 八木橋修                                                                        | 14.3%  |
| 5  | 11月8日         | 先生は先生で兄貴じゃない！       | 桃井章          | 馬越彦弥 | 月丘千秋、山本由香利、秋元羊介、 清水石あけみ、中越司、志喜屋文                 | 16.2%  |
| 6  | 11月15日        | ライバルって何ですか！           | 大原豊          | 小山幹夫 | 松下砂稚子、柳谷寛                                                              | 11.3%  |
| 7  | 11月22日        | ありがとう総理先生！             | 中村雅俊 畑嶺明 | 佐藤重直 | 神保美喜、下川辰平、椿ひとみ、 草村礼子、伏見天平、白貝真理子                   | 11.9%  |
| 8  | 11月29日        | ときめく心がほしかった！         | 岡本克己        | 小山幹夫 |                                                                                 | 16.6%  |
| 9  | 12月6日         | 淋しさなんかに負けません！       | 畑嶺明          | 小山幹夫 | 加藤和夫、入江正徳、大矢兼臣、 ニッキー・ウッドメイヤー、ベティ・フォード       | 13.4%  |
| 10 | 12月13日        | 総理と木念の激しい対決！         | 大原豊          | 馬越彦弥 |                                                                                 | 12.1%  |
| 11 | 12月20日        | 少女よ死ぬにはまだはやい！       | 柏原寛司        | 馬越彦弥 | 村地弘美、小沢弘子                                                              | 15.4%  |
| 12 | 12月27日        | 娘はひとつの夢にかける！         | 大原豊          | 佐藤重直 | 堀美奈子、山口ひろみ、 西川まさ子、山岡健                                       | 12.2%  |
| 13 | 1979年 1月10日  | さようなら柴田君！               | 大原豊          | 小山幹夫 | 南美江、佐竹明夫、 八木昌子、神田正夫                                           | 13.5%  |
| 14 | 1月17日         | 不良になるのも大変だ！           | 奥村俊雄        | 馬越彦弥 | 岡村清太郎、八木橋修、 泉よし子、柴田聡                                         | 16.8%  |
| 15 | 1月24日         | 幸福つかまえた！                 | 岡本克己        | 小山幹夫 | ホーン・ユキ、真山譲次                                                          | 14.6%  |
| 16 | 1月31日         | 友情って何でしょう？             | 安田昌史 畑嶺明 | 馬越彦弥 | 原ひさ子、熟田一久、森さとみ、小松蓉子、 吉野比弓、松樹ユミ、柏木隆太、加川三起 | 14.0%  |
| 17 | 2月7日          | スゴイ奴がやって来た！           | 柏原寛司        | 佐藤重直 | 丸岡奨詞、中林義明、湯川勉                                                      | 11.7%  |
| 18 | 2月14日         | どうか妹をよろしく！             | 大原豊          | 斎藤光正 | 山本由香利、中島久之                                                            | 16.5%  |
| 19 | 2月21日         | まごころの叫び！                 | 大原豊          | 斎藤光正 | 石塚陽子                                                                        | 16.7%  |
| 20 | 2月28日         | 優等生と劣等生の熱い恋！         | 畑嶺明          | 小山幹夫 |                                                                                 | 17.5%  |
| 21 | 3月7日          | 子は親を求めているか？           | 岡本克己        | 小山幹夫 | 納谷悟朗、山本由香利、神田時枝、沢柳廸子                                        | 15.5%  |
| 22 | 3月14日         | その頬にキスしたい！             | 畑嶺明          | 馬越彦弥 | 金内喜久夫、白貝真理子、菅生隆之、五十嵐五十鈴                                  | 13.3%  |
| 23 | 3月21日         | 合気道でぶっとばせ！             | 折戸伸弘        | 馬越彦弥 | 岡本ひろみ、伍代参平、 小海とよ子                                               | 15.6%  |
| 24 | 3月28日         | 学校ってなんですか？             | 奥村俊雄        | 斎藤光正 | 高山千草、山崎まなみ                                                            | 21.3%  |
| 25 | 4月11日         | 風が生徒にはこんだ愛！           | 井上純一 畑嶺明 | 斎藤光正 | 森田あけみ                                                                      | 12.2%  |
| 26 | 4月25日         | 総理先生しっかりして！           | 大原豊          | 佐藤重直 | 風見章子、下元勉、 大谷朗、河原裕昌                                             | 14.2%  |
| 27 | 5月9日          | ああ 夕日丘に陽がおちて！        | 奥村俊雄        | 小山幹夫 | 谷村昌彦、那須のり子                                                            | 14.4%  |
| 28 | 5月23日         | カンニング危機一髪！             | 柏原寛司        | 小山幹夫 |                                                                                 | 12.6%  |
| 29 | 6月6日          | 初体験も楽じゃない！             | 畑嶺明          | 馬越彦弥 | 山内明                                                                          | 11.9%  |
| 30 | 6月20日         | 男同志ってバカみたい！           | 大原豊          | 馬越彦弥 | 平田昭彦                                                                        | 15.0%  |
| 31 | 6月27日         | とんでもない卒業生がいた！       | 大原豊          | 佐藤重直 | 秋野太作、池田まさる                                                            | 11.9%  |
| 32 | 7月11日         | 教師VSツッパリ姉弟！             | 畑嶺明          | 小山幹夫 | 紀比呂子、倉持恵子                                                              | 12.8%  |
| 33 | 7月18日         | 初恋は甘くせつなくほろ苦く       | 奥村俊雄        | 小山幹夫 | 森川正太                                                                        | 12.4%  |
| 34 | 7月25日         | 明日は本当に来るか？             | 岡本克己        | 馬越彦弥 |                                                                                 | 16.2%  |
| 35 | 8月1日          | 夏だ！休みだ！！北海道だ ！！！  | 大原豊          | 馬越彦弥 | 戸井田稔                                                                        | 11.4%  |
| 36 | 8月8日          | やさしさって何ですか？           | 畑嶺明          | 佐藤重直 | 佐藤允、南風洋子、 山本由香利、戸井田稔                                         | 9.0%   |
| 37 | 8月22日         | 真夏の恋は乱戦模様！             | 奥村俊雄        | 小山幹夫 | 相原巨典                                                                        | 15.3%  |
| 38 | 9月5日          | 恋の芽生えは出合いから！         | 大原豊          | 小山幹夫 | 高野浩之                                                                        | 14.9%  |
| 39 | 9月19日         | いったいこの教師はなんだ！       | 柏原寛司        | 馬越彦弥 | 横谷雄二                                                                        | 15.9%  |
| 40 | 10月10日        | 総理先生が行ってしまう！         | 畑嶺明          | 馬越彦弥 |                                                                                 | 15.1%  |

### ネット局
水曜 20：00 - 20：54、同時ネット
- 日本テレビ
- 札幌テレビ[19]
- 青森放送[20]
- テレビ岩手[20]
- 秋田放送[21]
- 山形放送[22]
- ミヤギテレビ[23]
- 福島中央テレビ[23]
- 北日本放送[24]
- 北陸放送[24]
- 福井放送[24]
- 信越放送[25]
- 山梨放送[26]
- 静岡第一テレビ（開局前サービス放送開始後の第31話から同時ネット）[27]

- 中京テレビ[28]
- よみうりテレビ[29]
- 日本海テレビ[30]
- 西日本放送[31]
- 広島テレビ[31]
- 山口放送[32]
- 四国放送[33]
- 南海放送[32]
- 高知放送[32]
- 福岡放送[34]
- テレビ長崎[34]
- 熊本放送[34]
- テレビ大分[32]
- 鹿児島テレビ[35]

遅れ・時差ネット
- 静岡けんみんテレビ：火曜 16:00 - 16:55 （静岡第一テレビにネット移行前の1979年5月22日で一旦打ち切り）[36]
- 新潟放送：火曜 23:30 - 翌0:25[37]
- 宮崎放送：月曜 23:30 - 翌0:25[35]

### レコード
シングル
- 「時代遅れの恋人たち／海を抱きしめて」 中村雅俊 （1978年11月、日本コロムビア PK-131）
- 「まごころ／フレンズ」 神田正輝 （1979年3月、ポリドール・レコード DR-6284）
- 「心の風／パートナー」 井上純一 （1979年4月、日本コロムビア PK-146）
- 「日時計／優しさの街角」 中村雅俊 （1979年6月、日本コロムビア PK-156）

アルバム
- 「ゆうひが丘の総理大臣（マン・テ・ラ・レコード）」 （1978年12月、日本コロムビア PX-7073）

### DVD
- 全13巻（2002年11月 - 2003年4月、キングレコード）
- DVD-BOX1（2009年3月25日、ジェネオン エンタテインメント）
- DVD-BOX2（2009年4月24日、ジェネオン エンタテインメント）